# Olivier Karekezi
Olivier Karekezi (Quigali, 25 de maio de 1983) é um futebolista ruandês, que joga como atacante e atualmente joga pelo Råå IF
Pela seleção fez sua estreia internacional em 2000, e representou o seu país no Campeonato Africano das Nações na edição de 2004. Durante anos foi a principal referencia no ataque e um dos jogadores a atuar no futebol europeu, tendo passagens em times suecos e noruegueses.
Depois de 13 anos com a seleção, Karekezi anunciou sua aposentadoria no final de agosto de 2013., com 207 jogos oficias disputados e 473 gols, sendo isolado o maior artilheiro da seleção de Ruanda.